# 原田正
原田 正（はらだ ただし、1929年5月23日-2018年10月29日  ）は、日本の経営者。三井鉱山社長を務めた。京都府出身。

## 来歴・人物
1952年に東京大学法学部政治学科を卒業し、同年に三井鉱山に入社した。1981年6月に取締役に就任し、1985年6月に常務、1989年1月に専務を経て、1991年6月に社長に就任。1997年6月に会長に就任し、1999年6月には相談役に就任。
2018年10月29日心不全のため死去、89歳没。